# Rosa polliniana
Rosa polliniana är en rosväxtart som beskrevs av Spreng.. Rosa polliniana ingår i släktet rosor, och familjen rosväxter. Inga underarter finns listade i Catalogue of Life.